# Беньяминсен, Андри
Андри Беньяминсен (фар. Andri Benjaminsen; род. 12 января 1999 года в Рунавуйке, Фарерские острова) — фарерский футболист, нападающий.

## Клубная карьера
Воспитанник рунавуйкского футбола. Андри дебютировал за родной «НСИ» 21 апреля 2016 года в матче фарерской премьер-лиги против клуба «Б36». Свой первый мяч за коллектив из Рунавика он забил 16 октября того же года во встрече с «АБ». Всего в своём дебютном сезоне Андри провёл 4 матча за «НСИ». В следующем году он отыграл 12 матчей за взрослую команду «НСИ», в которых ни разу не забил. В сезоне-2018 Андри был арендован «Скалой», за которую отличился в первом же матче: это была встреча против «ТБ/ФКС/Ройн», состоявшаяся 7 апреля 2018 года. Всего за «Скалу» Андри провёл в общем счёте 9 игр. В 2019 году нападающий вернулся в «НСИ» и принял участие в 5 матчах сезона, отметившись 2 забитыми голами. В конце сезона он покинул родную команду.
6 января 2020 года Андри стал футболистом «Б68». Он забил 18 мячей мяч в 27 встречах первого дивизиона и стал его лучшим бомбардиром, внеся весомый вклад в квалификацию тофтирского коллектива в переходные матчи. Андри был главным героем стыкового матча против «АБ»: в нём нападающий отметился хет-триком, а его клуб по итогам встречи вернулся в высший фарерский дивизион.

## Карьера в сборной
В 2015—2017 годах Андри представлял Фарерские острова на юношеском уровне, приняв участие в общей сложности в 13 матчах. С 2020 года он является членом молодёжной сборной Фарерских островов, на его счету 2 сыгранные встречи.

## Статистика выступлений
| Выступление      | Выступление      | Выступление      | Лига | Лига | Кубки | Кубки | Еврокубки | Еврокубки | Прочие | Прочие | Итого | Итого |
| Клуб             | Лига             | Сезон            | Игры | Голы | Игры  | Голы  | Игры      | Голы      | Игры   | Голы   | Игры  | Голы  |
| ---------------- | ---------------- | ---------------- | ---- | ---- | ----- | ----- | --------- | --------- | ------ | ------ | ----- | ----- |
| НСИ              | Премьер-лига     | 2016             | 4    | 1    | 1     | 0     | 0         | 0         | 0      | 0      | 5     | 1     |
| НСИ              | Премьер-лига     | 2017             | 12   | 0    | 1     | 1     | 0         | 0         | 0      | 0      | 13    | 1     |
| НСИ              | Итого            | Итого            | 16   | 1    | 2     | 1     | 0         | 0         | 0      | 0      | 18    | 2     |
| → Скала          | Премьер-лига     | 2018             | 9    | 1    | 1     | 0     | 0         | 0         | 0      | 0      | 10    | 1     |
| → Скала          | Итого            | Итого            | 9    | 1    | 1     | 0     | 0         | 0         | 0      | 0      | 10    | 1     |
| НСИ              | Премьер-лига     | 2018             | 1    | 0    | 0     | 0     | 0         | 0         | 0      | 0      | 1     | 0     |
| НСИ              | Премьер-лига     | 2019             | 5    | 2    | 0     | 0     | 0         | 0         | 0      | 0      | 5     | 2     |
| НСИ              | Итого            | Итого            | 6    | 2    | 0     | 0     | 0         | 0         | 0      | 0      | 6     | 2     |
| Б68              | Первый дивизион  | 2020             | 27   | 18   | 0     | 0     | 0         | 0         | 1      | 3      | 28    | 21    |
| Б68              | Премьер-лига     | 2021             | 26   | 8    | 1     | 0     | 0         | 0         | 0      | 0      | 27    | 8     |
| Б68              | Премьер-лига     | 2022             | 11   | 0    | 1     | 0     | 0         | 0         | 0      | 0      | 12    | 0     |
| Б68              | Итого            | Итого            | 64   | 26   | 2     | 0     | 0         | 0         | 1      | 3      | 67    | 29    |
| НСИ              | Премьер-лига     | 2023             | 9    | 1    | 1     | 1     | 0         | 0         | 0      | 0      | 10    | 2     |
| НСИ              | Итого            | Итого            | 9    | 1    | 1     | 1     | 0         | 0         | 0      | 0      | 10    | 2     |
| Всего за карьеру | Всего за карьеру | Всего за карьеру | 104  | 31   | 6     | 2     | 0         | 0         | 1      | 3      | 111   | 36    |

## Достижения

### Командные
«НСИ»
- Обладатель Кубка Фарерских островов (1): 2017

### Личные
- Лучший бомбардир первого дивизиона Фарерских островов (1): 2020 (18 голов)